# Alça de Henle
A alça (português brasileiro) ou ansa (português europeu) de Henle (ou néfrica), em anatomia, é o segmento do néfron que vem logo após o túbulo contorcido proximal, sendo uma estrutura tubular em forma de U, com uma porção espessa e outra delgada. Nas alças longas, a curvatura é sempre na parte delgada e nas alças curtas, a curvatura ocorre na parte espessa. A maior parte da porção descendente é delgada; já a porção ascendente, em sua maior parte, é espessa.
Os néfrons situados próximos à superfície renal possuem alças mais curtas, enquanto que os néfrons situados mais profundamente no parênquima renal, possuem alças mais longas.
A parte delgada possui um diâmetro relativamente pequeno, mas sua luz é ampla porque as células da parede da alça são achatadas, assemelhando-se aos capilares sanguíneos. A porção espessa é constituída por epitélio pavimentoso.

## Funções
- Reabsorve água, contribuindo para a concentração urinária
- Reabsorve sódio, potássio, cálcio.